# موريس غولدبرغ
موريس غولدبرغ (بالإنجليزية: Morris Goldberg)‏ هو عازف ساكسفون جنوب أفريقي، ولد في 1936 في كيب تاون في جنوب أفريقيا.

## وصلات خارجية
- موريس غولدبرغ على موقع ميوزك برينز (الإنجليزية)
- موريس غولدبرغ على موقع ديسكوغز (الإنجليزية)